# Église Saint-Laurent d'Illats
Pour les articles homonymes, voir Église Saint-Laurent.
L'église Saint-Laurent est une église catholique  située dans la commune d'Illats, dans le département de la Gironde, en France.

## Localisation
L'église se trouve au centre du bourg d'Illats, à proximité de la mairie.

## Historique
L'église Saint-Laurent est située sur une des voies des Chemins de Compostelle (Lou Laussat ou Lou camin Gallian) menant à Saint-Jacques-de-Compostelle et le second patron de la paroisse est saint Roch, qui est figuré sur l'un des vitraux de l'abside en habit de pèlerin de Compostelle.
|  |

La construction de l'édifice, dédié à saint Laurent, fut commencée avec le sanctuaire à la limite du XIe siècle et du XIIe siècle. Cependant, des fouilles en 2007 dans son entourage immédiat ont révélé la présence de sépultures très anciennes, d’époque mérovingienne du VIe siècle ou VIIe siècle, ce qui suggère que l'église est bâtie sur un ancien édifice religieux. 
- La nef et portail étaient construits à la limite du XIIe siècle et du XIIIe siècle ;
- Au XVIe siècle, lors de Guerres de religion, l'abside fut rehaussée avec un chemin de garde.
- Le bras sud du transept est du XVIIe siècle ; le bras nord de la première moitié du XVIIIe siècle ;
- La chapelle des fonts baptismaux et sa symétrique datent du milieu du XIXe siècle.

Depuis 1830, l’église n’est plus entourée de son cimetière, transféré, avec sa croix, à l’écart du village. 
Le portail de l'église a été inscrit au titre des monuments historiques par arrêté du 21 novembre 1925 et l'église en totalité par arrêté du 1er septembre 1986.

## Extérieur de l'église
| - Le chevet - La façade nord - La façade ouest |

La façade occidentale de l'église est ornée d'un portail roman à claveaux sculptés. Cette façade est surmontée d'un grand pignon percé de deux baies pour deux cloches. 
L'abside, également romane, est dépourvue de chapiteaux sculptés et de modillons, comme les murs extérieurs de la nef et du transept.
Au XIXe siècle deux petites chapelles ont été ajoutées au nord et au sud de la nef.

### Portail
La porte en plein cintre est surmonté d'une voussure également en plein cintre, appareillée à cinq rouleaux à ressauts délardés et une archivolte retombant sur quatre piliers par le biais d'impostes et sur huit colonnes par le biais de huit chapiteaux. 
| - Le portail |

| - L’ébrasure Sud |

| - L'ébrasure Nord |

L'arc de la porte est orné d'une frise de losanges. Le décor des voussures : 
- 1er rouleau à entrelacs végétaux ;
- 2e rouleau avec tore, nu sur l'intrados et à festons affrontés (ou dents de loup opposées) sur la face ;
- 3e rouleau à rinceaux ;
- 4e rouleau à festons affrontés (ou dents de loup opposées) sur l'intrados ;
- 5e rouleau à entrelacs à perles ;
- 6e rouleau à rosaces en pointe de diamant logées dans la gorge de l'intrados et dans la gorge placée entre deux tores sur la face ;
- 7e rouleau sans décor ;
- 8e rouleau formant archivolte mouluré.

Les chapiteaux du portail sont constitués d'un astragale, d'une corbeille et d'un tailloir ; ceux des colonnes extérieures recevant l'archivolte sont en fait constitués par le tambour supérieur de la colonne. Le bandeau formant tailloirs et impostes présente des entrelacs aux motifs variés (entrelacs type vannerie, entrelacs à feuillage) ; certains angles saillants portent des têtes humaines ou des masques.
| - N°1 - N°3 - N°4 - N°6 |

Ébrasement nord
Sur l'ébrasement nord il ne reste que quatre sculptures romanes lisibles :
- N°1 : Retombée sur une tête humaine sur entrelacs ;
- N°3 : Retombée sur tête humaine sur entrelacs ;
- N°4 : Corbeille de feuillages et tailloir d'entrelacs, type vannerie ;
- N°6 : Sur le troisième chapiteau, un animal bicorporé (une tête et deux corps), aux pattes griffues et queue redressée et fleurdelisée, sur la corbeille. Le tailloir est décoré avec un entrelacs, type vannerie.

Ébrasement sud
Sur l'ébrasement sud il reste cinq sculptures romanes qui sont toujours lisibles :
| - N°1 - N°2 - N°3 - N°4 - N°5 |

|  |

- N°1 : Retombée sur tête humaine entre deux volutes ;
- N°2 : Sur le premier chapiteau, une tête (?) entre animaux adossés et un masque et entrelacs à feuillage sur le tailloir ;
- N°3 : Retombée sur une tête d'un félidé, au-dessus d'un autre animal renversé ;
- N°4 : Retombée sur le deuxième chapiteau avec un homme debout entre deux quadrupèdes aux pattes griffues, peut-être des lions. Sur le tailloir, entrelacs à palmettes à gauche et entrelacs type vannerie à droite ;
- N°5 : Retombée sur le troisième chapiteau avec entrelacs à agrafes et entrelacs à feuillage ou palmette sur le tailloir.

Le contrefort nord
- Sur le contrefort nord de la façade occidentale se trouve une pierre sculptée avec un entrelacs classique.

Cette pierre, dont les dimensions ne correspondent pas aux dimensions des autres pierres sculptées dans l'église, est un peu mystérieuse. Peut-être, simplement, lors de la construction ou la restauration du contrefort, le maçon avait une pierre de la bonne dimension « sous la main » et il l'a utilisée en exposant la face sculptée ?

## Intérieur de l'église
Après le portail, percé dans le mur pignon de façade qui supporte le clocher, l'édifice s'ouvre sur un narthex créé par la tribune,  suivi par une longue nef unique.
| - La nef - Fonts baptismaux - Abside et chapelles du transept |

| - La tribune |

- Immédiatement après le narthex, à droite et à gauche, deux petites chapelles latérales ont été ajoutées à l'édifice au milieu du XIXe siècle. La chapelle au nord abrite les fonts baptismaux.
- Le bras nord du transept abrite une chapelle consacrée à la Vierge et celui du sud, une chapelle consacrée au Sacré-cœur.
- La nef est terminée par un petit chœur et une abside en hémicycle.

La nef et croisée de transept sont couvertes d'une fausse voûte d'ogives. L'abside est voûtée en cul-de-four et le chœur voûté en berceau brisé. Les bras du transept sont voûtés d'ogives. 
Le sanctuaire abrite le maître-autel et un retable du XVIIIe siècle.

### Chapiteaux romans
Il y a huit chapiteaux romans dans l'église. Les quatre chapiteaux les plus anciens se trouvent dans le chœur. Ils datent de la fin du XIe siècle ou du début du XIIe siècle et sont inscrits à l'Inventaire général du patrimoine culturel.
Les deux chapiteaux de l'arc triomphal et les deux chapiteaux de la nef, qui datent de la fin du XIIe siècle - début du XIIIe siècle, sont également inscrits à l'Inventaire générale du patrimoine culturel.
Chapiteaux du chœur
| - Chapiteau N°1 - Chapiteau N°2 |

| - Chapiteau N°3 - Chapiteau N°4 |

Les chapiteaux, qui ont tous la même structure (astragale torique, corbeille et tailloir chanfreiné) sont assez érodés.
- Chapiteau N°1 : tête humaine à chaque angle de la face principale. Entre les deux têtes se trouve une feuille (de figue ?), le seul décor.
- Chapiteau N°2 : deux masques aux angles de la corbeille et un décor très sommaire sur la face principale.
- Chapiteau N°3 : la corbeille est formée par un buste d'homme, en haut relief, qui soutient le tailloir. C'est un Atlante.
- Chapiteau N°4 : volutes en crosse aux angles de la face principale et feuille de choux entre les deux.

Les chapiteaux de l'arc triomphal
|  |

Les chapiteaux de l'arc triomphal représentent le Jugement dernier (au nord) et le Martyre de Saint-Laurent (au sud).
- Le Jugement dernier : Le tailleur d'image a sculpté la Pesée des âmes et la Résurrection des morts. L'archange saint Michel tient une balance, et une âme, représentée par un homme nu, est agenouillée devant lui. Le diable, coiffé d'un turban orné d'une plume, a déjà saisi l'homme par les cheveux ; mais la balance que tient saint Michel penche du bon côté, et diable et serpent sont évincés pour cette fois-ci.

La Résurrection des morts est représentée sur les faces latérales par quatre anges, tenant chacun un livre, qui soufflent dans un olifant. La partie basse de ces mêmes faces évoque la Séparation des élus et des damnés : Au-dessus de l'astragale, six morts représentés par des têtes humaines seulement, sortent de terre ; un serpent enlace de ses replis le cou de quatre d'entre eux.
|  |

- Le martyre de saint Laurent, patron de l'église : Au milieu de la face principale de la corbeille se trouve le Saint, les pieds et les mains liés, étendu sur le gril sous lequel brûlent des charbons. Derrière lui, le préfet de Rome ordonne le supplice pendant que deux bourreaux s'acharnent à augmenter les douleurs du martyr, celui de gauche en le frappant avec une hache énorme, celui de droite en activant le feu au moyen d'un soufflet.

Un dessin de Léo Drouyn montre, à la fois, les trois faces de la corbeille.
Les chapiteaux de la nef
|  |

|  |

- Chapiteau n° 7 : La Vierge à l'Enfant, tient sur ses genoux l'Enfant-Jésus dont la tête est surmontée d'une petite croix. Jésus, au lieu de bénir, tient ses deux bras légèrement écartés du corps et ses deux mains ouvertes.

Le trône de Marie est entouré de grandes feuilles lancéolées. Des étoiles garnissent le fond du tableau, et des raisins pendent aux angles du tailloir. Sur les deux faces latérales, un décor de feuilles elliptiques et spatulées.
La pose de la Sainte-Vierge est remarquablement solennelle, mais la sculpture est assez grossière.
- Chapiteau n° 8 : décor de feuillage aux tiges entrecroisées.

### Vitraux
Les six vitraux de l'abside et la nef sont l’œuvre de Louis-Victor Gesta, maître-verrier à Toulouse. Les quatre verrières de la nef et deux verrières de l'abside sont inscrites à l'Inventaire Générale du Patrimoine Culturel. Les deux vitraux des chapelles sont de simples formes géométriques.
| - St. Laurent - St. Roch |

| - Vierge. & Ste. Anne - Sts. Jean & Joseph - Sts. Paul & Pierre - Stes Marthe & Elisabeth |

Verrières de l'abside
Saint Laurent diacre.
saint Roch de Montpellier.
Verrières de la nef
Immaculée Conception et sainte Anne.
Saint Jean-Baptiste et saint Joseph.
Saint Paul et saint Pierre.
Sainte Marthe et sainte Élisabeth de Hongrie.

### Mobilier

#### Autels et retables
L'église possède un autel-maître et deux autels secondaires. Les trois autels datent de la fin du XIXe siècle. L'autel-maître, son retable et les deux autels secondaires, leurs retables et le tabernacle de l'autel du sud, sont inscrits à l'Inventaire général.
| - Autel-majeur |

- Maître-autel : L'autel de marbre blanc est plaqué sur une structure de briques et de ciment et placé sur un degré de trois marches. La face de l' autel est ornée d'une arcature aveugle formée de cinq arcs en plein cintre reposant sur six colonnettes de marbre rouge. Les figures ainsi que les chapiteaux et les bases des colonnettes sont peut-être en terre cuite. La table d'autel est en calcaire ou en pierre reconstituée, la pierre d'autel est en marbre blanc avec un sceau de cire rouge. Les gradins et le tabernacle sont en marbre blanc, les colonnettes du tabernacle en marbre rouge, la porte en chêne et son décor rapporté en métal.

Sous les arcs de la face de l'autel : le Bon Pasteur avec l'Agneau sur l'avant-bras, gauche au centre et entouré des Évangélistes tenant un parchemin de la main gauche, leur symbole à leurs pieds : saint Luc et saint Jean à gauche, saint Marc et saint Matthieu à droite. La porte du tabernacle, surmontée d'un chrisme entre l'alpha et l'oméga, est ornée d'une croix au décor de perles.
- Retable du maître autel : L'entablement porte un décor de rosaces, d'entrelacs, de denticules et de modillons. Le tableau de la contre-table est surmonté de la colombe du Saint Esprit sur une nuée rayonnante et encadré de chutes de fleurs et fruits. Le couronnement de la partie centrale présente Dieu le père tenant le globe surmonté d'une croix dans la main gauche, la main droite levée, sur une nuée peuplée d'angelots ; au-dessus, une colombe, également sur une nuée, est inscrite dans le fronton surmonté d'une corbeille à fleur encadrée de pots à feu. Chaque aile, délimitée par deux colonnes torses à base moulurée et chapiteau corinthien et ornées de pampres, possède en partie médiane une niche, avec console (aigle de saint Jean à gauche, lion de saint Marc à droite), surmontée d'un angelot avec guirlande ; le couronnement est composé d'un fronton surmonté de deux anges présentant une couronne, placés de part et d'autre d'un pot à fruit (vase Médicis), et encadrés de pots à feu.

Le retable a été réalisé entre 1691 et 1738. Le tableau et le cadre ont probablement été ajoutés vers 1760. Le tabernacle du XVIIIe siècle déposé dans la chapelle sud était probablement celui du maître-autel de l'époque.
| - Chapelle de la Vierge |

- Autel de la Vierge : La face de l'autel de la Vierge est ornée d'un quadrilobe en creux portant une Vierge assise sur un trône et tenant sur ses genoux une roue pommetée à six rayons, une colombe figurant au centre et sur chaque pommette ; des rinceaux avec pommes de pin, gravés et dorés, encadrent le quadrilobe et décorent le gradin et le tabernacle. Le monogramme MA est gravé sur la porte du tabernacle.

- Le retable : Le corps du retable nord est peut-être de la première moitié du XVIIIe siècle, les ailes postérieures. Au-dessus de la niche, deux anges sur nuée tiennent une couronne ; les colonnes sont surmontées d'un tournesol et le fronton d'un couronnement chantourné portant une croix placée au-dessus d'un cartouche avec une étoile ; les ailes sont peintes en doré (litanies de la Vierge : TURRIS DAVIDICA (la tour de David) à gauche ; FOEDERIS ARCA (l'arche d' alliance) à droite).

| - Chapelle du Sacré-cœur |

- Autel du Sacré-Cœur : La face de l'autel du Sacré-Cœur est ornée d'un médaillon circulaire en creux portant le cœur de Jésus ; des rinceaux avec pommes de pin, gravés et dorés, encadrent le médaillon. Des rinceaux avec pampres sont gravés et dorés sur le gradin et le tabernacle, une croix orne la porte du tabernacle. Inscription concernant le donateur sur l'autel du Sacré-Cœur : DON DES FAMILLES / DARAMY ET PRADINES.

- Le retable de l'autel du Sacré-Cœur : Le retable sud est de la deuxième moitié du XVIIe siècle. Inscription : sur le retable sud, ECCE AGNUS DEI (aile gauche), CHARITAS (aile droite). Monogramme au-dessus de la niche du retable nord : MA.

- Tabernacle d'autel sud : Agneau couché sur le livre aux sept sceaux, surmonté d'une gloire (porte), angelots au-dessus de la porte, chérubins surmontant les volutes placées aux angles antérieurs, décor de résille à fleurettes sur la face. Exposition avec un Jéhovah sur gloire (panneau de fond) accosté d'anges céroféraires engainés ; côté extérieur les deux anges tiennent un support de cierge torse, côté intérieur le dais à lambrequins surmonté d'une croix rayonnante. Les deux ailes sont limitées par un aileron. Chaque aile présente un panneau en bas relief encadré de deux jeunes hommes engainés ; ceux placés côté tabernacle ont les mains jointes, ceux côté volute ont les bras croisés sur la poitrine. Sur l'aile gauche : saint Pierre et le coq sur une colonne, sur l'aile droite : saint Roch en pèlerin et son chien avec un végétal ; au-dessus de chaque aile, couronnement ajouré rocaille.

Le tabernacle date du XVIIIe siècle.

#### Tableaux
- Le tableau : Martyre de saint Laurent appartient au retable du maître-autel. Saint Laurent en habit de diacre est tiré par un bourreau vers le gril dont le feu est attisé par un deuxième bourreau. Sur la gauche de la scène, deux colonnes et sur la droite, un groupe de soldats. Dans la partie supérieure un ange accompagné d'angelots apporte la couronne et la palme du martyre. Le tableau, qui date de 1760, est inscrit[13] au titre d'objet à l'I.G.P.C.

| - La Déploration - Saint Louis |

- Le tableau Déploration : On voit saint Joseph d'Arimathie et Nicodème, l'un agenouillé à la tête du Christ, l'autre debout à ses pieds, la Vierge qui s'évanouit soutenue par une sainte femme, sainte Madeleine agenouillée près des pieds du Christ, saint Jean tourné vers la Vierge, deux Saintes Femmes. Une aiguière et des flacons sont placés près de la tête du Christ. Il est inscrit[14] au titre d'objet à l'Inventaire général.

- Tableau : Saint Louis recevant du Christ l'habit du Tiers Ordre franciscain' : Saint Louis roi, représenté peut-être sous les traits de Louis XIII, vêtu d'un manteau fleurdelisé et doublé d'hermine, tend les mains vers un tissu (habit franciscain ?) que lui tend le Christ apparaissant dans les nuées. Au-dessus de la tête du roi, un ange retient une tenture. Le tableau, qui date du XVIIe siècle, est inscrit au titre d'objet[15] à l'Inventaire général.

- Peinture murale : la chapelle des fonts baptismaux et sa symétrique ont un décor de baies jumelées trilobées flamboyantes, de faisceaux de colonnettes, de garde-corps à réseau flamboyant, avec angelots qui date de 1840. La peinture, inscrite[16] à l'I.G.P.C., est en grande partie masquée par le mobilier et les objets entreposés dans cet espace.

#### Divers
|  |

- Christ en croix : Le Christ est maintenu sur la croix par un clou dans chaque paume de main et un clou au niveau des pieds. La tête est penchée vers son côté droit, les yeux sont clos, la langue est visible. La plaie est sur son côté droit. Le périzonium, à plis horizontaux, est attaché sur le côté droit du Christ. La sculpture du Christ en ivoire date du XVe siècle, elle était classée[17] le 24 novembre 1908.

- Ensemble de deux confessionnaux : Confessionnaux à plafond, partiellement encastrés, sur plate-forme à emmarchement simple débordant, à trois loges. La loge centrale, dont la porte cintrée, est à claire-voie, et dotée d'un fronton surmonté d'une croix ; les loges latérales ouvertes, cintrées, portent un amortissement découpé. Le meuble, qui date du premier quart du XIXe siècle, est inscrit[18] à l'Inventaire général.

- Chaire à prêcher : Chaire adossée, suspendue, avec culot ; cuve hexagonale à quatre pans construits, abat-voix hexagonal à plafond et couronnement à l'impériale. Un escalier droit, à rampe pleine, sur le côté droit permet d'y accéder depuis le vaisseau central. Panneaux grand cadre sur la cuve, panneaux petit cadre à table arasée sur le dorsal. La cuve et le dorsal sont peut-être de la fin du XVIIe siècle ou du début du XVIIIe siècle ; le culot, l'abat-voix et l'escalier sont du XIXe siècle. La chaire est inscrite[19] à l'Inventaire général.

- Lutrin à armoire : Armoire en bois surmontée d'un pupitre double, en noyer et chêne. Panneau de la porte de l'armoire mouluré petit cadre, montants angulaires antérieurs abattus à panneau mouluré petit cadre, plateau à rive amincie. Le lutrin est inscrit[20] à l'I.G.P.C.

| - Confessionnal - Chaire - Stalle - Lutrin |

### Cloches
L'église possède trois cloches : deux dans le clocher et une dans la campanile au-dessus du chœur.
- Cloche de chœur : les archives mentionnent la bénédiction de la cloche du sanctuaire le 1er décembre 1756. Elle a pour parrain Jacques François du Born de Coutures, seigneur de Montferrand et pour marraine Hedvigie de Coutures de Jegun. Marque d'auteur et inscription concernant le lieu d'exécution au-dessus de la zone de frappe : TURMEAU MA FAITE/A BORDEAUX. Date : LAN 1756 (à la fin de la 3ème ligne de la dédicace). Dédicace sur 3 lignes, chacune précédée d'une main. La cloche est inscrite[21] à l'Inventaire général.

- Cloche de clocher (n° 1) : la cloche, inscrite[22] œuvre d'Émile Vauthier, Bordeaux date de 1890. Au niveau de la faussure on trouve : croix fleurdelisée avec médaillon à la croisée (est), saint Pierre en buste avec les clefs et un livre (sud), saint Paul en buste avec l'épée et un livre (nord), Immaculée Conception (ouest). Au niveau du vase supérieur : une frise au-dessus du texte et un rinceau en dessous, surmontant une guirlande avec des livres. En partie basse, au-dessus de la zone de frappe, deux rinceaux encadrent la marque du fondeur. Filets simples entre chaque décor.

- Cloche de clocher (n° 2), dite Geneviève : sur la cloche on trouve : Marque d'auteur, côté nord, au niveau de la zone de frappe : CORNILLE-HAVARD FONDEUR A VILLEDIEU-LES-POELES. Dédicace sur la partie tournée vers le nord : IHS / GENOVEFA / SOUS L'EPISCOPAT DE MGR PIERRE EYT / ARCHEVEQUE DE BORDEAUX / SYLVAIN ARNAUD CURE / PHILIPPE DUBOURG MAIRE / JEAN-LOUIS DUMAS, HERVE AYROLLES / ROGER BIARNES, ROBERT DURAND ADJOINTS. Dédicace sur la partie tournée vers l'est : CLAUDE DUBOURG, PARRAIN / ARLETTE DRON, MARRAINE / croix / VOX CLAMANTIS VENITE AD ME OMNES (à la suite d'une erreur le nom de la marraine, DURON, a été transformé en DRON) ; au niveau de la pince : ETS PILON-DIGNAC. La cloche qui date de 2000 est inscrite[23] à l'Inventaire général.

## Autour de l'église
| - Croix de chemin - Croix de cimetière - Borne de paroisse ? |

- Une croix de chemin ou croix de carrefour, du XVIIIe siècle, se trouve à l'intersection de la route de Budos et de la route de Landiras, au lieu-dit la Croix. Elle est inscrite[24] à l'Inventaire général du patrimoine culturel.
- La croix de cimetière a été transférée vers le nouveau cimetière en 1830.
- En bordure de la route de Landiras, au lieu-dit des Saubois, à la frontière entre cette commune et celle d’Illats se dressait une borne du XVIIe siècle. Elle était gravée sur ses deux faces. D’un côté se trouvait la croix de saint Martin, patron de l’église de Landiras, et de l’autre le gril de saint Laurent, patron de la paroisse d’Illats. La borne est inscrite[25] à l'I.G.P.S. Il semble que cette borne a été remplacée par un Christ en croix.
- La chapelle Saint-Roch, construite au XIIe siècle, aujourd'hui disparue, se trouvait sur la route départementale D11 au lieu dit Saint-Roch. La chapelle est inscrite[26] à l'Inventaire générale du patrimoine culturel.